# Alto de Alcocer
Alto de Alcocer är en ort i Mexiko.   Den ligger i kommunen Abasolo och delstaten Guanajuato, i den centrala delen av landet, 280 km väster om huvudstaden Mexico City. Alto de Alcocer ligger 1 695 meter över havet och antalet invånare är 404.
Terrängen runt Alto de Alcocer är en högslätt. Runt Alto de Alcocer är det tätbefolkat, med 369 invånare per kvadratkilometer. Närmaste större samhälle är Abasolo, 12,3 km söder om Alto de Alcocer. Trakten runt Alto de Alcocer består till största delen av jordbruksmark.